# Хоса, Латиф
Латиф Хоса (англ. Latif Khosa) — пакистанский государственный деятель. 33-й губернатор провинции Пенджаб.

## Биография
Латиф Хоса родился 25 июля 1946 года в Дера-Гази-Хане, по образованию юрист. Был сенатором в сенате Пакистана, затем занимал пост генерального прокурора страны с 19 августа 2008 по 10 октября 2009 года. 13 января 2011 года президент Асиф Али Зардари назначил Латифа губернатором провинции Пенджаб, после убийства Салмана Тасира.